# Fimbristylis benthamiana
Fimbristylis benthamiana är en halvgräsart som beskrevs av Ethirajalu Govindarajalu. Fimbristylis benthamiana ingår i släktet Fimbristylis och familjen halvgräs. Inga underarter finns listade i Catalogue of Life.